# REMAKE & MIX 18번
《REMAKE & MIX 18번》은 싸이의 비정규 앨범으로, 싸이가 군 대체 복무기간 중이었던 2005년 7월에 발매되었다.
〈리메이크&리믹스〉 CD에는 과거 유행했던 가요 리메이크와 싸이 본인의 앨범 수록곡 중 2곡의 리믹스, 직접 작업해 다른 아티스트에게 줬던 곡을 직접 불러 수록했다. 수록곡 중 〈아버지〉는 애니메이션으로 구성된 뮤직비디오를 선보였다. 신곡으로는 〈인생극장〉이 있는데, skit〈첩보〉와 그 첩보에 대응하는 소심한 성격의 남자의 입장을 다룬 〈인생극장-A형〉, 반대로 과격하게 대응하는 남자의 복수극을 내용으로 하는〈인생극장-B형〉 두 곡이다.
올나잇스탠드 DVD에는 싸이의 〈올나잇스탠드〉공연 영상을 담았다.

## 리메이크 곡의 원곡
- 첩보(skit), 인생극장 B형 - 남궁연 《mI nOvIA》(2004)
- 환희 - 정수라 《6집》(1988)
- 사랑했어요 - 김현식 《김현식2》(1984)
- 아버지 - 이승기 《나방의 꿈》(2004): 원곡자인 싸이의 버전
- 언젠가는 - 이상은 《LEE SANG EUN》(1993)
- 골목길 - 윤미선 《'82 윤미선》(1982)
- 도시인 - N.EX.T 《Home》(1992)
- 서른 즈음에 - 김광석 《김광석 네번째》(1994)
- 흐린 기억 속의 그대 - 현진영 《New Dance 2》(1992)
- 벌써 이렇게 - 쿨《Very Best Album Of Cool 1994~2003》(2004)

(※나머지 두곡은 재편곡.)
- 챔피언 - 싸이 《3마이》(2002)
- Life - 싸이 《PSY From The Psycho World!》(2001)

## 사건 사고
싸이는 이 시기에 군 대체 복무기간이었던 이유로 TV 출연은 할 수 없었지만 공연을 가졌고, 이 공연을 포함한 100여 차례의 연예활동으로 대체 복무기간 중 부실 근무 의혹과 더불어 구설수에 올랐다.

## 수록곡
| #   | 제목                                         | 작사                              | 작곡                                         | 편곡                         | 재생 시간 |
| --- | -------------------------------------------- | --------------------------------- | -------------------------------------------- | ---------------------------- | --------- |
| 1.  | 〈SKIT - 첩보〉 (남궁연, 싸이)               |                                   | 남궁연                                       |                              | 0:53      |
| 2.  | 〈인생극장 - A형〉                           | 싸이                              | 남궁연                                       | 남궁연                       | 4:07      |
| 3.  | 〈환희〉                                     | 박건호, 싸이                      | 김명곤                                       | 싸이                         | 5:35      |
| 4.  | 〈사랑했어요〉                               | 김현식, 싸이                      | 김현식                                       | 싸이, 박인영                 | 3:24      |
| 5.  | 〈아버지〉                                   | 싸이                              | 유건형                                       | 유건형                       | 3:28      |
| 6.  | 〈사노라면〉                                 | 김문응                            | 길옥윤                                       | 유건형, 박인영               | 3:59      |
| 7.  | 〈언젠가는〉                                 | 이상은, 싸이                      | 이상은                                       | 싸이                         | 4:09      |
| 8.  | 〈골목길〉 (Feat. 조PD)                      | 엄인호, 싸이, 조PD                | 엄인호                                       | 김준혁                       | 3:23      |
| 9.  | 〈도시인〉                                   | 신해철, 싸이                      | 신해철                                       | 신해철                       | 4:36      |
| 10. | 〈서른 즈음에〉                              | 강승원                            | 강승원                                       | hanco                        | 4:59      |
| 11. | 〈흐린 기억속의 그대〉                       | 이탁                              | 이탁                                         | 유건형, 콤마, 신해철         | 4:30      |
| 12. | 〈벌써 이렇게〉                              | 싸이                              | 싸이                                         | 싸이, 박인영                 | 3:19      |
| 13. | 〈챔피언〉                                   | 싸이                              | 싸이(비버리힐스 캅 3 OST 중 'Axel F' 샘플링) | 싸이, 쇼기(상상밴드), 박인영 | 4:25      |
| 14. | 〈LIFE〉 (Feat. 조PD, 이하늘, JP, 마스타 우) | 싸이, 조PD, 이하늘, JP, 마스타 우 | 익스트림의 'Rest in Peace' 샘플링, 싸이      |                              | 3:18      |
| 15. | 〈SKIT - 첩보〉 (남궁연, 싸이)               |                                   | 남궁연                                       |                              | 0:59      |
| 16. | 〈인생극장 - B형〉                           | 싸이                              | 남궁연                                       | 남궁연                       | 3:07      |

| #   | 제목                      | 재생 시간 |
| --- | ------------------------- | --------- |
| 1.  | 〈INTRODUCTION〉          |           |
| 2.  | 〈반말합시다〉            |           |
| 3.  | 〈나쁜년〉                |           |
| 4.  | 〈내 여자라니까〉         |           |
| 5.  | 〈벌써 이렇게〉           |           |
| 6.  | 〈GIRLS with 렉시〉       |           |
| 7.  | 〈아버지〉                |           |
| 8.  | 〈흐린 기억속의 그대〉    |           |
| 9.  | 〈그대에게〉              |           |
| 10. | 〈끝〉                    |           |
| 11. | 〈새〉                    |           |
| 12. | 〈낙원〉                  |           |
| 13. | 〈챔피언〉                |           |
| 14. | 〈CREDITS & UNSEEN CUTS〉 |           |

## 참여
이 목록은 해당 앨범의 부클릿에서 발췌하였다.
| - 싸이 - 프로듀서, 랩, 보컬, 코러스(7, 11, 13) 참여 음악인 - 남궁연 - 드럼(2, 16), 건반(2, 16), 콩가(2) - 이태윤 - 베이스(2, 7, 16) - 김정배 - 기타(2, 16) - 김길호 - 섹소폰(2) - 서승아 - 트럼본(2) - 이동엽 - 드럼(3, 4, 5, 8, 9, 12) - 노희준 - 기타(3, 4, 5, 8) - 최우제 - 베이스(3, 4, 5, 8, 12) - 장지원 - 건반(3, 5, 7, 8), 피아노(12) - TST(김동하, 이한진, 장효석) - 브라스(3, 5, 13) - 윤희성, 윤여규, 원현정 - 코러스(3) - K-STRING - 현악(4, 6, 12, 13) - 유건형 - 보코더(5), 건반(10) - 503 - 기타(6, 11), 베이스(6) - 곽경묵 - 기타(7) - 박선주 - 코러스(7) - 데빈 - 기타(9) - 김좌형 - 베이스(11) - 씹창 - 합창(11) - 강성호 - 코러스(12) - 쇼기(상상밴드) - 베이스(13) - 김소현 - 여자 목소리(16) | 스탭 - 고한종(YAMAZONE MUSIC) - CO 프로듀서 - YAMAZONE MUSIC - 이그제큐티브 프로듀서 - 장지복, 이지영(Dream Factory), 오성근(스튜디오 T), 남궁연(날씬한 뙈지 스투디오), 싸이(YAMA HOUSE), 조PD(Digitally), 구자운(스튜디오 예당), 최형(스튜디오 Mecca), 정은경(스튜디오 Vibe), 정택주(스튜디오 RUI), 김윤경(스튜디오 TREVI) - 녹음 - 성지훈: DREAM FACTORY(3, 4, 5, 6, 12, 13), 스튜디오 RUI(7, 14), 스튜디오 TREVI(8) - 믹싱 - 남궁연 - 믹싱(1, 2, 15, 16) - 신해철(스튜디오 CROM) - 믹싱(9, 11) - 고한종(스튜디오 OMEGA) - 믹싱(10) - TOM COYNE(Sterling Sound) - 마스터링 - 방윤태, 유재웅(YAMAZONE MUSIC) - 매니지먼트 - 황규완, 정해창, 권혁훈(YAMAZONE MUSIC) - CO 매니지먼트 - 김승재(Burning Heart) - 올나잇스탠드 DVD 인트로 일러스트레이터, 아트워크 - 이윤효(Burning Heart) - 부클릿 일러스트레이터, 디자인 |

## 인용
1. ↑  국민일보 (2005년 7월 26일). ““아날로그곡에 ‘싸이표 도발’씌웠죠”…새앨범 낸 싸이”. 국민일보.
2. ↑  마이데일리 (2005년 8월 22일). “싸이, 진한 감동 주는 '아버지' 뮤비로 주목”. 마이데일리.
3. ↑  조이뉴스24 (2005년 7월 28일). “싸이 콘서트, '투톱' 인기”. 조이뉴스24.
4. ↑  노컷뉴스 (2007년 5월 29일). “싸이, 병역특례 비리 혐의로 곧 소환될 전망”. 노컷뉴스.
5. ↑  《REMAKE & MIX 18번》 라이너 노츠